# Dirk Willem van Krevelen
Pour l’article homonyme, voir Dirk Willems.
Dirk Willem van Krevelen, né le 8 novembre 1914 à Rotterdam et mort le 27 octobre 2001 à Arnhem, est un ingénieur chimiste néerlandais, qui a notamment travaillé sur les charbons et sur les polymères.
Il a mené en parallèle une carrière d'ingénieur dans l'industrie, au sein du département de recherche de DSM, et une carrière académique, en tant que professeur à l'Université technique de Delft.
Il est l'auteur de nombreuses publications et monographies, notamment Coal: Typology, Chemistry, Physics, Constitution (Le charbon : typologie, chimie, physique et constitution) et Properties of Polymers: Correlations with Chemical Structure (Propriétés des polymères : corrélation avec la structure chimique).